# Хокке, Хольгер
Хо́льгер Хо́кке (нем. Holger Hocke; род. 8 марта 1945, Гамбург) — западногерманский гребной рулевой, выступавший за сборную ФРГ по академической гребле в середине 1970-х годов. Бронзовый призёр чемпионата мира, участник летних Олимпийских игр в Монреале.

## Биография
Хольгер Хокке родился 8 марта 1945 года в Гамбурге, Германия.
Занимался академической греблей в гамбургском гребном клубе «Фаворите-Хаммония».
Первого серьёзного успеха на взрослом международном уровне добился в сезоне 1975 года, когда в качестве рулевого вошёл в основной состав западногерманской национальной сборной и побывал на чемпионате мира в Ноттингеме, откуда привёз награду бронзового достоинства, выигранную в зачёте распашных рулевых двоек вместе с Томасом Хицблеком и Клаусом Егером — в решающем финальном заезде уступил только экипажам из Восточной Германии и Польши.
Благодаря череде удачных выступлений удостоился права защищать честь страны на летних Олимпийских играх 1976 года в Монреале — в программе распашных рулевых двоек с теми же партнёрами, а также с Винфридом Рингвальдом в качестве запасного, сумел квалифицироваться лишь в утешительный финал B и расположился в итоговом протоколе соревнований на восьмой строке.
После монреальской Олимпиады Хокке больше не показывал сколько-нибудь значимых результатов в академической гребле на международной арене.